# Cantó de Cambrai-Est
El cantó de Cambrai-Est és una divisió administrativa francesa, situada al departament del Nord i la regió dels Alts de França.

## Composició
El cantó de Cambrai-Est aplega les comunes següents :
- Awoingt
- Cagnoncles
- Cambrai
- Cauroir
- Escaudœuvres
- Estrun
- Eswars
- Iwuy
- Naves
- Niergnies
- Ramillies
- Séranvillers-Forenville
- Thun-l'Évêque
- Thun-Saint-Martin

## Història
| Date d'elecció                        | Identitat       | Partit |
| ------------------------------------- | --------------- | ------ |
| 2004-                                 | Brigitte Sorlin | PS     |
| Les dades anteriors no són conegudes. |                 |        |
|                                       |                 |        |

## Demografia
| 1962 | 1968 | 1975 | 1982 | 1990 | 1999   | 2006   |
| ---- | ---- | ---- | ---- | ---- | ------ | ------ |
| -    |      |      |      |      | 22.942 | 22.186 |